# Claude Rich

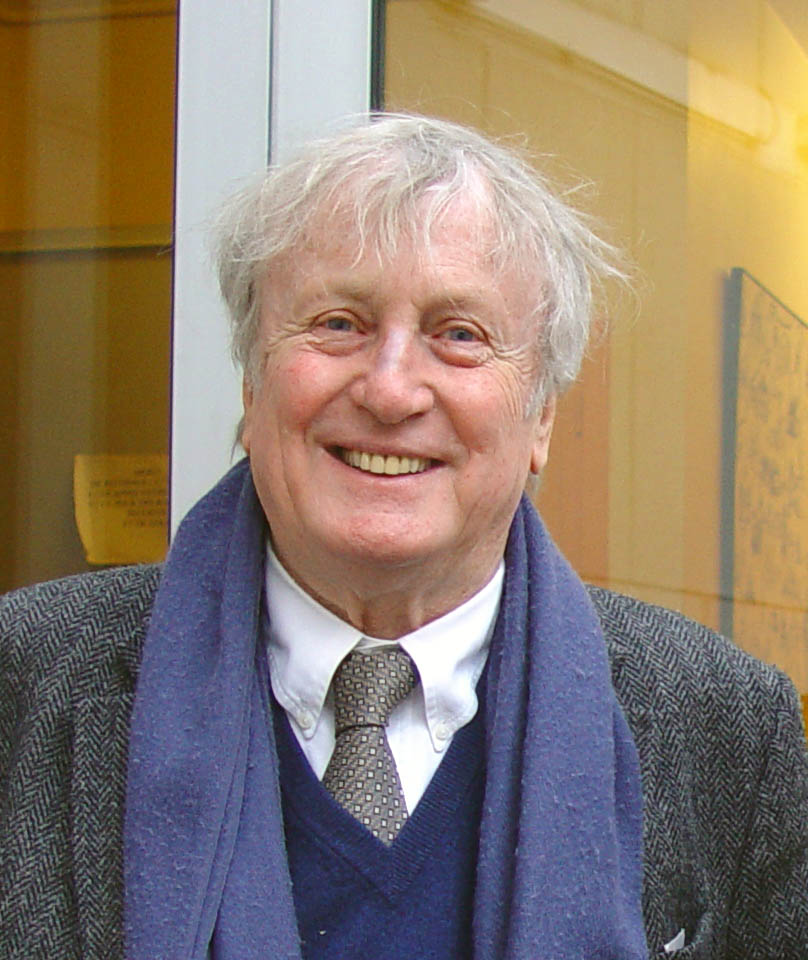
Claude Rich (2007)

Claude Rich (* 8. Februar 1929 in Straßburg; † 20. Juli 2017 in Orgeval) war ein französischer Schauspieler.

## Leben
Rich arbeitete zunächst als Bankangestellter. Von 1949 bis 1953 absolvierte er eine Schauspielausbildung bei Charles Dullin am Pariser Konservatorium. Er war Mitglied des Ensembles des Théâtre National Populaire und schrieb auch selbst Stücke. Auf sein Filmdebüt in René Clairs Das große Manöver (1955) folgten zahlreiche Rollen als Liebhaber in Unterhaltungsfilmen (so u. a. in Jagd auf Männer). François Truffaut besetzte ihn 1967 für eines der Mordopfer Jeanne Moreaus in Die Braut trug schwarz. Édouard Molinaro gab ihm an der Seite von Louis de Funès die zweite Hauptrolle als charmanter Erpresser und Herzensbrecher Christian Martin in Oscar. Alain Resnais gab ihm in Ich liebe dich, ich liebe dich die Hauptrolle, für die er in San Sebastian 1968 den Preis als bester Schauspieler erhielt. Resnais engagierte ihn auch für  Stavisky. Neben seiner Kinokarriere war er auch im Fernsehen sehr aktiv. So spielte er in der französisch-deutschen ARD-Serie Das große Geheimnis die Hauptrolle des Samuel Frend, der als Diplomat mit seiner Frau Suzan (Claude Jade) in Calcutta lebt. Doch die Frends sind eigentlich Agenten des US-Geheimdienstes. Neben der WDR-Produktion Das große Geheimnis ist er in Deutschland zudem durch eine Hauptrolle in der Komödie Und wenn wir alle zusammenziehen? bekannt. 2002 absolvierte er einen Auftritt als Miraculix in Asterix und Obelix: Mission Kleopatra.
Im Jahr 1993 gewann er für seine Darstellung des Talleyrand in Édouard Molinaros Le souper den César als bester Hauptdarsteller.
Er heiratete 1959 Catherine Renaudin, die nach der Heirat ebenfalls Schauspielerin wurde. Das Ehepaar hatte zwei Töchter Delphine und Nathalie sowie den adoptierten Sohn Remy. Die 1961 geborene Delphine Rich ist ebenfalls Schauspielerin.

## Filmografie (Auswahl)
- 1955: Das große Manöver (Les grandes manœuvres)
- 1958: Fisch oder Fleisch (Ni vu, ni connu)
- 1961: Alles Gold dieser Welt (Tout l’or du monde)
- 1962: Das brennende Gericht (La Chambre ardente)
- 1962: Der Korporal in der Schlinge (Le caporal épinglé)
- 1962: Wir bitten zu Bett (Les petits matins)
- 1963: Mein Onkel, der Gangster (Les tontons flingueurs)
- 1964: Jagd auf Männer (La chasse à l’homme)
- 1965: Diamantenbillard (Un milliard dans un billard)
- 1966: Brennt Paris? (Paris brûle-t-il?)
- 1967: Die Freunde der Margerite (Les compagnons de la Marguerite)
- 1967: Oscar
- 1968: Die Braut trug schwarz (La mariée était en noir)
- 1969: Ich liebe dich, ich liebe dich (Je t’aime, je t’aime)
- 1974: Stavisky
- 1974: Befreiung aus der Ehe (La femme de Jean)
- 1975: Adieu, Bulle (Adieu poulet)
- 1985: Das weiße Geheimnis (L’énigme blanche)
- 1989: Allein gegen die Mafia 4 (La piovra 4) – Fernsehfilm
- 1989: Das große Geheimnis (Le grand secret) – Fernsehfilm
- 1992: Ein Abendessen mit dem Teufel (Le souper)
- 1995: D’Artagnans Tochter (La fille de d’Artagnan)
- 1995: Radetzkymarsch – Fernsehfilm
- 1995: Sag Ja! (Dis-moi oui)
- 1996: Hauptmann Conan und die Wölfe des Krieges (Capitaine Conan)
- 1996: Désiré
- 1998: Toulouse-Lautrec (Lautrec)
- 1999: Balzac – Ein Leben voller Leidenschaft (Balzac)
- 2002: Asterix & Obelix: Mission Kleopatra (Astérix & Obélix: Mission Cléopâtre)
- 2002: Ein Leben für den Frieden – Papst Johannes XXIII. (Papa Giovanni – Ioannes XXIII)
- 2003: Le coût de la vie
- 2003: Das Geheimnis des gelben Zimmers (Le mystère de la chambre jaune)
- 2004: Der Hals der Giraffe (Le cou de la girafe)
- 2006: Herzen (Cœurs)
- 2008: Le crime est notre affaire
- 2011: Und wenn wir alle zusammenziehen? (Et si on vivait tous ensemble?)
- 2012: Zwischen allen Stühlen (Cherchez Hortense)
- 2015: Ladygrey